# Riccardo Colombo
Riccardo Colombo (Tradate, 1º dicembre 1982) è un allenatore di calcio ed ex calciatore italiano, di ruolo centrocampista.

## Carriera
Cresciuto nelle giovanili della Pro Patria, esordisce con la prima squadra in Serie C2, dove colleziona una presenza nella stagione 2000-2001. La stagione successiva ottiene sempre con la Pro Patria la promozione in Serie C1. Nel 2002-2003 gioca 20 partite e a fine stagione viene acquistato a titolo definitivo dall'Albinoleffe in Serie B.
Nella società lombarda colleziona 31 presenze nella prima stagione; nella stagione successiva arriva anche il primo goal ufficiale, su 27 partite giocate. Titolare anche nei due successivi campionati con l'Albinoleffe: 33 presenze nel 2005-2006, 37 presenze con 2 reti nel 2006-2007. A metà stagione 2007-2008, dopo 21 partite disputate (ed 1 gol) passa in prestito all'Udinese in Serie A. In massima serie disputa in totale 4 partite.
Dopo essere tornato a Bergamo per fine prestito, viene acquistato in comproprietà dal Torino, che disputa la Serie A. Il 16 novembre 2008 Colombo firma la sua prima rete in massima serie, nella partita Catania-Torino (terminata 3-2 per i siciliani). Conclude la stagione con 23 presenze ed 1 gol, retrocedendo in Serie B a fine stagione. Il 27 giugno 2009 viene riscattata anche la seconda metà dal Torino.
Il 1º febbraio 2010 viene ceduto in prestito alla Triestina. Il 31 agosto 2010 passa a titolo definitivo alla Reggina. Fa il suo esordio in maglia amaranto il 18 settembre 2010 allo stadio Oreste Granillo, siglando al primo minuto la prima delle 4 reti al Modena. Nell'ottobre 2012 rescinde il contratto con la società calabrese.
Il 22 gennaio 2013 viene ingaggiato a parametro zero dal Novara, club di Serie B. Il 30 giugno rimane svincolato e il 22 luglio seguente parte per il ritiro a Coverciano dei calciatori svincolati sotto l'egida dell'Associazione Italiana Calciatori.
Il 27 settembre viene ingaggiato sempre a parametro zero dal Cittadella sempre in Serie B. Il giorno seguente debutta nella partita contro il Crotone vinta dai padovani (1-0).
Il 25 luglio 2014 firma un contratto biennale con la Salernitana.
Nel 2016 torna a vestire la maglia della Pro Patria, a distanza di 13 anni dall'ultima volta. Il 29 giugno 2018, dopo aver vinto il campionato e la Poule Scudetto, rinnova il suo contratto con la società bustocca fino al 2019. Il 23 giugno 2022, dopo altre tre stagioni in Serie C con la maglia bianco-blu, viene annunciato ufficialmente il ritiro dal calcio giocato di Colombo, alla soglia dei 40 anni, con contestuale ingresso nello staff del settore giovanile della stessa Pro Patria.
Dal 1º luglio 2022 ricopre infatti l'incarico di General Manager del Settore Giovanile della squadra bianco-blu.
Il 20 settembre 2022 entra anche a far parte dello staff tecnico della Pro Patria che viene chiamato ad allenare la stagione seguente ottenendo al primo anno una tranquilla salvezza. Rinnova per altre due stagioni ma il 28 gennaio 2025, dopo cinque sconfitte consecutive e con la squadra pecipitata al penultimo posto del girone A, rassegna le dimissioni.

## Statistiche

### Presenze e reti nei club
| Stagione           | Squadra            | Campionato         | Campionato | Campionato | Coppe nazionali | Coppe nazionali | Coppe nazionali | Coppe continentali | Coppe continentali | Coppe continentali | Altre coppe | Altre coppe | Altre coppe | Totale | Totale |
| Stagione           | Squadra            | Comp               | Pres       | Reti       | Comp            | Pres            | Reti            | Comp               | Pres               | Reti               | Comp        | Pres        | Reti        | Pres   | Reti   |
| ------------------ | ------------------ | ------------------ | ---------- | ---------- | --------------- | --------------- | --------------- | ------------------ | ------------------ | ------------------ | ----------- | ----------- | ----------- | ------ | ------ |
| 2000-2001          | Pro Patria         | C2                 | 1          | 0          | CI-C            | 0               | 0               | -                  | -                  | -                  | -           | -           | -           | 1      | 0      |
| 2001-2002          | Pro Patria         | C1                 | 13         | 0          | CI-C            | 0               | 0               | -                  | -                  | -                  | -           | -           | -           | 13     | 0      |
| 2002-2003          | Pro Patria         | C1                 | 20         | 0          | CI-C            | 3               | 0               | -                  | -                  | -                  | -           | -           | -           | 23     | 0      |
| 2003-2004          | AlbinoLeffe        | B                  | 31         | 0          | CI              | 1               | 0               | -                  | -                  | -                  | -           | -           | -           | 32     | 0      |
| 2004-2005          | AlbinoLeffe        | B                  | 27         | 1          | CI              | 1               | 0               | -                  | -                  | -                  | -           | -           | -           | 28     | 1      |
| 2005-2006          | AlbinoLeffe        | B                  | 33+2       | 0          | CI              | 2               | 0               | -                  | -                  | -                  | -           | -           | -           | 37     | 0      |
| 2006-2007          | AlbinoLeffe        | B                  | 37         | 2          | CI              | 2               | 0               | -                  | -                  | -                  | -           | -           | -           | 39     | 2      |
| 2007-gen. 2008     | AlbinoLeffe        | B                  | 21         | 1          | CI              | 0               | 0               | -                  | -                  | -                  | -           | -           | -           | 21     | 1      |
| Totale AlbinoLeffe | Totale AlbinoLeffe | Totale AlbinoLeffe | 149+2      | 4          |                 | 6               | 0               |                    | -                  | -                  |             | -           | -           | 157    | 4      |
| gen.-giu. 2008     | Udinese            | A                  | 4          | 0          | CI              | -               | -               | -                  | -                  | -                  | -           | -           | -           | 4      | 0      |
| 2008-2009          | Torino             | A                  | 23         | 1          | CI              | 3               | 0               | -                  | -                  | -                  | -           | -           | -           | 26     | 1      |
| 2009-feb. 2010     | Torino             | B                  | 10         | 0          | CI              | 1               | 0               | -                  | -                  | -                  | -           | -           | -           | 11     | 0      |
| Totale Torino      | Totale Torino      | Totale Torino      | 33         | 1          |                 | 4               | 0               |                    | -                  | -                  |             | -           | -           | 37     | 1      |
| feb.-giu. 2010     | Triestina          | B                  | 12+2       | 2          | CI              | -               | -               | -                  | -                  | -                  | -           | -           | -           | 14     | 2      |
| 2010-2011          | Reggina            | B                  | 27+2       | 1          | CI              | 2               | 0               | -                  | -                  | -                  | -           | -           | -           | 31     | 1      |
| 2011-2012          | Reggina            | B                  | 22         | 1          | CI              | 0               | 0               | -                  | -                  | -                  | -           | -           | -           | 22     | 1      |
| Totale Reggina     | Totale Reggina     | Totale Reggina     | 49+2       | 2          |                 | 2               | 0               |                    | -                  | -                  |             | -           | -           | 53     | 2      |
| gen.-giu. 2013     | Novara             | B                  | 16+1       | 0          | CI              | -               | -               | -                  | -                  | -                  | -           | -           | -           | 17     | 0      |
| 2013-2014          | Cittadella         | B                  | 23         | 0          | CI              | -               | -               | -                  | -                  | -                  | -           | -           | -           | 23     | 0      |
| 2014-2015          | Salernitana        | LP                 | 30         | 3          | CI+CI-LP        | 1               | 1               | -                  | -                  | -                  | -           | -           | -           | 30     | 4      |
| 2015-2016          | Salernitana        | B                  | 25         | 1          | CI              | 0               | 0               | -                  | -                  | -                  | -           | -           | -           | 25     | 1      |
| 2016-2017          | Pro Patria         | D                  | 19+1       | 3          |                 | -               | -               | -                  | -                  | -                  | -           | -           | -           | 20     | 3      |
| 2017-2018          | Pro Patria         | D                  | 26+4       | 0          |                 | -               | -               | -                  | -                  | -                  | -           | -           | -           | 30     | 0      |
| 2018-2019          | Pro Patria         | C                  | 26         | 2          | CI-C            | 2               | 0               | -                  | -                  | -                  | -           | -           | -           | 28     | 2      |
| 2019-2020          | Pro Patria         | C                  | 19         | 4          | CI+CI-C         | 1               | 0               | -                  | -                  | -                  | -           | -           | -           | 20     | 4      |
| 2020-2021          | Pro Patria         | C                  | 28+1       | 1          | CI              | 1               | 0               | -                  | -                  | -                  | -           | -           | -           | 30     | 1      |
| 2021-2022          | Pro Patria         | C                  | 20+2       | 0          | CI-C            | 1               | 0               | -                  | -                  | -                  | -           | -           | -           | 23     | 0      |
| Totale Pro Patria  | Totale Pro Patria  | Totale Pro Patria  | 172+8      | 10         |                 | 7               | 0               |                    | -                  | -                  |             | -           | -           | 187    | 10     |
| Totale carriera    | Totale carriera    | Totale carriera    | 488+13     | 22         |                 | 20              | 1               |                    | -                  | -                  |             | -           | -           | 521    | 23     |

### Statistiche da allenatore
Statistiche aggiornate al 28 gennaio 2025.
| Stagione        | Squadra         | Campionato      | Campionato | Campionato | Campionato | Campionato | Coppe nazionali | Coppe nazionali | Coppe nazionali | Coppe nazionali | Coppe nazionali | Coppe continentali | Coppe continentali | Coppe continentali | Coppe continentali | Coppe continentali | Altre coppe | Altre coppe | Altre coppe | Altre coppe | Altre coppe | Totale | Totale | Totale | Totale | % Vittorie | Piazzamento |
| Stagione        | Squadra         | Comp            | G          | V          | N          | P          | Comp            | G               | V               | N               | P               | Comp               | G                  | V                  | N                  | P                  | Comp        | G           | V           | N           | P           | G      | V      | N      | P      | %          | Piazzamento |
| --------------- | --------------- | --------------- | ---------- | ---------- | ---------- | ---------- | --------------- | --------------- | --------------- | --------------- | --------------- | ------------------ | ------------------ | ------------------ | ------------------ | ------------------ | ----------- | ----------- | ----------- | ----------- | ----------- | ------ | ------ | ------ | ------ | ---------- | ----------- |
| 2023-2024       | Pro Patria      | C               | 38         | 12         | 10         | 16         | CI-C            | 2               | 1               | 0               | 1               | -                  | -                  | -                  | -                  | -                  | -           | -           | -           | -           | -           | 40     | 13     | 10     | 17     | 32,50      | 12º         |
| 2024-gen. 2025  | Pro Patria      | C               | 24         | 2          | 12         | 10         | CI-C            | 2               | 1               | 1               | 0               | -                  | -                  | -                  | -                  | -                  | -           | -           | -           | -           | -           | 26     | 3      | 13     | 10     | 11,54      | Dimiss.     |
| Totale carriera | Totale carriera | Totale carriera | 62         | 14         | 22         | 26         |                 | 4               | 2               | 1               | 1               |                    | -                  | -                  | -                  | -                  |             | -           | -           | -           | -           | 66     | 16     | 23     | 27     | 24,24      |             |

## Palmarès

### Giocatore

#### Club

##### Competizioni nazionali
- Lega Pro: 1

Salernitana: 2014-2015  (girone C)

##### Competizioni interregionali
- Serie D: 1

Pro Patria: 2017-2018 (girone B)
- Scudetto Dilettanti: 1

Pro Patria: 2017-2018